# Песня года
«Песня года» — советский и российский телевизионный фестиваль эстрадной песни, организуемый ежегодно с 1971 года.
Жанр советской песни 1970–1980-х годов являлся одним из системообразующих в музыкальной культуре СССР, а главным медийным проектом считался телефестиваль Песня года. Фестивалю было придано значение главного события года страны в музыкальном песенном жанре (эстрады, затем поп-музыки, в некоторых случаях рок-музыки).  Центральное телевидение превратило итоговую «Песню года» и Новогодний «Голубой огонёк» в главную площадку для репрезентации советской идентичности.
История фестиваля была тесно связана с историей страны, и в нем отражались все перемены, происходившие в обществе.
Дипломы «Песни Года»— самая престижная награда, вручаемая авторам.
В фестивале принимают участие исполнители из России и стран СНГ. Состав участников фестиваля определяется по усмотрению организаторов, декларирующих основным критерием отбора популярность той или иной песни в течение года. Большинство песен исполняется под фонограмму. Традиционным гимном фестиваля является композиция «Песня остаётся с человеком».

## История

### 1970-е
Это был период застоя и «холодной войны». Телефестиваль «Песня года» стартовал в самом начале 1970-х годов, как хит-парад официально одобряемой советской музыкальной эстрады (без зарубежной эстрады), поэтому вплоть до 1987 года в фестиваль целенаправленно включались песни гражданско-патриотической тематики. Центральное телевидение превратило итоговую «Песню года» и Новогодний «Голубой огонёк» в главную площадку для репрезентации советской идентичности.
Идея фестиваля принадлежала сотрудникам Главной редакции музыкальных программ ЦТ: главному редактору Нине Григорьянц, режиссёру Виктору Черкасову и дирижёру Эстрадно-симфонического оркестра Центрального телевидения и Всесоюзного радио Юрию Силантьеву. В течение года телезрители почтой присылали открытки, называя по три лучших песни, в финал выходили песни, указанные в наибольшем количестве открыток, авторы и исполнители этих песен становились лауреатами фестиваля.
Первые два года фестивали были сняты в чёрно-белой, затем с 1973 года — цветной записи.
Первые выпуски телефестиваля использовали множество приёмов активного включения зрителей в происходящее действие.
История фестиваля прошла своеобразную «либерализацию». На первых финалах песни подбирались строго по идеологическим принципам, проходили согласование в художественных советах, отвечали, по мнению властей, высоким моральным и нравственным нормам, певцы обладали вокальными данными и исполнительским мастерством высокого уровня.
Поведение артиста на сцене регламентировалось Положением Министерства культуры СССР «Развитие искусства социалистического реализма, основанного на ленинских принципах партийности и народности» (1969).
Певцы владели академическими стандартами голособразования и голосоведения (М. М. Магомаев, И. Д. Кобзон) и служили образцами «академического» эстрадного артиста в СССР для которого было характерным:
- строгая манера поведения на сцене
- системное профессиональное освоение академической вокальной техники
- лирико-драматический репертуар.

На «Песню-71» попадали самые лучшие певцы страны, обладавшие прекрасными вокальными данными и высоким исполнительским мастерством.
В свою очередь советское эстрадное искусство представляло собой комплекс:
- единых элементов идейно-образного круга, рассматривающих взаимодействие, сопоставление, единство и конфликт личности и общества
- ритмико-интонационного тезауруса, восходящего к народной песне, городскому романсу и танцу
- музыкально-поэтической платформы, в основе которой находилось наследие поэтов Серебряного века.

Мейнстримом советской эстрады на радио и телевидении была патетическая песня-синтез былинного распева, народной песни, трагических арий и ариозо и песни, восходящие к традициям русского романса, но дополненные элементами свинга, твиста и других современных жанров.
На Песне-71 репертуар был очень строгим, соответствующим высоким моральным и нравственным нормам.
Во второй половине XX века в СССР сложились следующие подсистемы пространства культуры: авторская песня, русский рок и советская песня. Вся культура была поделена на официальную и «подпольную», государством не признаваемую, фольклор был не моден, но поощряем, рок моден, но не поощряем.
В 1976 году в СССР впервые появились хит-парады (журнал «Клуб и художественная самодеятельность»), самым известным стал хит-парад «Звуковая дорожка» (1977), фиксировавший популярные течения в музыке, в частности отразивший популярность Аллы Пугачевой, которая была почти в каждом хит-параде, на протяжении тридцати пяти лет.
Телевизионный дизайн фестиваля «Песня года», как одной из ведущих телепередач СССР, вошёл в историю дизайна Советского телевидения.
Со временем появились в «Песне года» и репрезентировали международные связи СССР:
- студенческая молодёжь и дети из дружественных стран
- профессиональные иностранные певцы, выступавшие в том числе посредством видеозаписей и телемостов с европейскими телестудиями дружественных стран
- советские певцы и композиторы, но в отношении которых возникала иллюзия их принадлежности к зарубежной эстраде (Латвийская ССР, МССР и другие).

Имидж зарубежных певцов и певиц, дозировано допускавшихся в финал «Песни года» отличался от соцреалистического канона, характерного для популярных советских композиторов и исполнителей.
Фестиваль «Песня года» был взят (исследование 2021 года) в качестве базы для анализа песенного направления культуры с точки зрения самой советской системы. «Песня-71» была выбрана для исследования, как первый конкурс советского периода. В 1970-е для советской песни был характерен стабильный пафос.

### 1980-е
Во второй половине 1980-х, в период Перестройки, идеологические запреты стали сниматься. В песнях происходит отказ от социалистических ценностей, пересмотр оценки ключевых событий: Октябрьской революции, Гражданской войны, даются жёсткие оценки советского тоталитарного режима, меняется на противоположное отношение к культовому политическому вождю — Ленину и его роли в истории России («Россия», «Я вернусь» И. Талькова. В советском радиоэфире — с 1990 года) . В песнях того времени делается вывод, что человек, как продукт тоталитарной системы, — в массе социально безынициативен и равнодушен, с неразвитым правосознанием, отчуждён от общественной деятельности, практикует двойные моральные стандарты, мало способен к самоорганизации и активному гражданскому сопротивлению. 
Советская эстрадная песня в 1980-е годы— жанровое и стилевое замещение отечественных стандартов западными. 
Списки лауреатов этого десятилетия. 

### 1990-е
1990-е годы —период дезактуализации наследия советской эстрады. Закончено особое развитие массовой советской песни с идеологической направляющей, рок-музыка интегрируется в эстрадный репертуар, появляются новые эстрадные жанры, снятие экономических ограничений способствует зарождению шоу-бизнеса.   
В 1990 году лауреатом фестиваля Песня-90  стал «Белый вальс» ( «Афганский вальс»,  Игорь Демарин— Юрий Рогоза, исполнительница Ирина Шведова) о трагических результатах афганской войны, окончившейся в 1989 году с выводом войск СССР из Афганистана, а в песне отразилась нарастающая оппозиция общества и власти.  
Если вначале (1970-е) подборка песен на фестивале отражала взгляд системы на то, как должна выглядеть массовая песенная культура, то в 1990-е годы произошло преобразование советской массовой культуры в массовую культуру рыночных систем. Фестиваль стал «ресторанным», отвлекая зрителей от переживаний экономической разрухи.   
После распада СССР в 1992 году фестиваль было решено не проводить вообще и заменить его на «Хит-парад Останкино». Однако усилиями ведущей Ангелины Вовк в 1993 году он снова возродился.  

### 2000-е
Фестиваль стал прежде всего телевизионным шоу , бизнес-проектом, в котором важными стали не столько художественная или нравственная ценность песен, исполнительское мастерство участников, сколько их коммерческая популярность, а также рейтинг на радиостанциях и музыкальных каналах.

## Статистика
Песни, занявшие первое место по количеству голосов телезрителей, объявлялись ведущими лишь 4 раза:
- 1976 — «Вологда» ансамбля «Песняры», указанная во всех открытках «единодушно»
- 1980 — «Ожидание» С.Ротару,
- 1982 — «Я не могу иначе» В.Толкуновой (её в письмах назвали «почти все наши корреспонденты единодушно»),
- 1987 — по наибольшему количеству писем лучшей стала «Малиновый звон» Н.Гнатюка, а по голосованию зрителей в зале — «Букет» А.Барыкина.

В 53 фестивалях наибольшее количество раз выходили в финал: Лев Лещенко (рекордные 50 раз с 77 песнями, 1971—2024 годах, кроме 1989, 2005, 2007 годов) и София Ротару (участвовала 46 раз с 94 песнями в 1973—2021 годах, кроме 2002, 2018, 2022—2024 годов). Значимы в истории фестиваля также Иосиф Кобзон (1971—2017 годах, кроме 1987, 1989, 2005—2007 годов, участвовал в 41 финале), Валерий Леонтьев (1981—2021 годы, кроме 1982, 2022—2024 годов, участвовал 39 раз с 53 песнями), Алла Пугачёва (участвовала 20 раз с 49 песнями), Филипп Киркоров (участвовал 32 раза с 43 песнями), Игорь Николаев (участвовал 26 раз с 32 песнями), Ирина Аллегрова (30), Лариса Долина (28), Лайма Вайкуле (27), Валентина Толкунова (25), Эдита Пьеха (22), Муслим Магомаев (12), Юрий Антонов (10), Нюша (9), Надежда Чепрага (8), «Песняры» (7), Роза Рымбаева (7), Катя Лель (5) и другие.
На 53 фестивалях в финалах прозвучало свыше 2500 песен, и только четыре были исполнены «на бис» (дважды), вопреки жёстким рамкам телевизионного эфира, ввиду бурного восторга зрителей в зале:
- «Знаете, каким он парнем был» (1971, исп. Юрий Гуляев)
- «Песенка крокодила Гены» (1972, исп. Сережа Парамонов и Большой детский хор Всесоюзного радио и Центрального телевидения[28]);
- «Надежда» (1975, исп. Муслим Магомаев)[29]
- «Когда цвели сады» (1977, исп. Анна Герман);

### Ведущие
Наиболее значимыми ведущими фестиваля были: Ангелина Вовк и Евгений Меньшов (17 раз, 1988—1991, 1993—2004, 2006), Алла Пугачёва (4 раза, 2005—2008), Валерия Кудрявцева и Сергей Лазарев (17 раз, с 2007 года), фестивали вели также профессиональные дикторы и журналисты Центрального телевидения СССР Анна Шилова и Игорь Кириллов (1971—1975), Светлана Жильцова и Александр Масляков (1976—1979), Татьяна Коршилова и певец Муслим Магомаев (1980 и втроём с Александром Масляковым в 1981), Татьяна Ромашина (1982), Юрий Ковеленов (1982, 1983), Татьяна Судец (1983, 1987), Элеонора Беляева и журналист Юрий Филинов (1984), Инна Ермилова и Юрий Николаев (1985), Татьяна Веденеева (1986), и журналист Михаил Щербаченко (1986, 1987).

### Место проведения
С 1971-го по 1984 и с 1986 по 1991 год финал проводился: в концертной студии телецентра «Останкино», в 1985-м — во дворце спорта «Динамо» на улице Лавочкина, в 1993—1997, 1999—2003 и в 2005 — в Государственном Кремлёвском дворце, в 1998 — в концертном зале гостиницы «Космос», в 2004 — в ГЦКЗ «Россия», в 2006—2018 — в спортивном комплексе «Олимпийский» (собирая до 22 000 зрителей). В 2019 и 2020 годах фестиваль проводился на «ВТБ Арене». С 2021 года фестиваль проходит во дворце спорта «Мегаспорт».
С 1971 по 1999 год название фестиваля выглядело как «Песня-71», «Песня-72» и так далее. С 2000 года фестиваль стал именоваться как «Песня года» с приставкой всех четырёх цифр года.

## Награды
Авторы всех вышедших в финал песен награждаются почётными «Дипломами фестиваля». В 1990 и 1991 гг. на «Песне года» существовал Совет ветеранов, приуроченный к 20-летию со дня выхода первого фестиваля. В состав Совета входили участвовавшие на тот момент наибольшее количество раз в финалах «Песни года» певцы Эдита Пьеха, Иосиф Кобзон, Лев Лещенко, Валентина Толкунова, Виктор Вуячич, ведущие фестивалей первых пяти лет Анна Шилова и Игорь Кириллов, а также присоединившийся к ним в 1991 году журналист и телеведущий Урмас Отт. Во время заключительных гала-концертов фестиваля члены Совета ветеранов каждый от себя вручали наиболее понравившимся им исполнителям памятные подарки.

### Призы за вклад в развитие эстрадной песни
В 1995 году, в год 25-летия фестиваля, были учреждены призы в 4 номинациях за вклад в развитие эстрадной песни и фестиваля «Песня года». Призы вручались по одному за год. Приз певцу носил имя Леонида Утёсова, певице — Клавдии Шульженко, поэту — Роберта Рождественского, композитора — Исаака Дунаевского. Некоторые лауреаты неизвестны. В 2005 году после переформатирования «Песни года» призы в новом дизайне вручались с формулировкой за вклад в развитие популярной музыки без упоминания Утёсова, Шульженко, приз был вновь вручён Вахтангу Кикабидзе (ранее он получал приз имени Утёсова в 1999 году), призы также получили Нани Брегвадзе и Муслим Магомаев.
| Год  | Певец                       | Певица                        | Поэт                         | Композитор                  |
| ---- | --------------------------- | ----------------------------- | ---------------------------- | --------------------------- |
| 1995 | Иосиф Кобзон 1937—2018      | Алла Пугачёва род. 1949       | Михаил Танич 1923—2008       |                             |
| 1996 | Лев Лещенко род. 1942       | София Ротару род. 1947        | Илья Резник род. 1938        | Вячеслав Добрынин 1946—2024 |
| 1997 | Валерий Леонтьев род. 1949  | Эдита Пьеха род. 1937         | Римма Казакова 1932—2008     | Юрий Антонов род. 1945      |
| 1998 | Филипп Киркоров род. 1967   | Валентина Толкунова 1946—2010 | Андрей Дементьев 1928—2018   | Владимир Шаинский 1925—2017 |
| 1999 | Вахтанг Кикабидзе 1938—2023 | Людмила Гурченко 1935—2011    |                              | Игорь Николаев род. 1960    |
| 2000 | Эдуард Хиль 1934—2012       | Ирина Аллегрова род. 1952     | Николай Зиновьев 1945—2018   | Александр Морозов род. 1948 |
| 2001 | Олег Газманов род. 1951     | Валерия род. 1968             | Александр Шаганов род. 1965  | Александр Зацепин род. 1926 |
| 2002 | Александр Буйнов род. 1950  | Надежда Бабкина род. 1950     | Лариса Рубальская род. 1945  | Раймонд Паулс род. 1936     |
| 2003 | Александр Серов род. 1954   | Татьяна Буланова род. 1969    | Симон Осиашвили род. 1952    | Давид Тухманов род. 1940    |
| 2004 | Валерий Меладзе род. 1965   | Лариса Долина род. 1955       | Константин Арсенев род. 1967 | Максим Дунаевский род. 1945 |

## Новогодний фестиваль
С осени 2004 года, в связи со скандальным уходом компании АРС вместе с Игорем Крутым с «Первого канала», ежемесячные эфиры фестиваля выходили только на телеканале Муз-ТВ. С осени 2005 года «Песня года» перестала существовать как песенный фестиваль, тем самым перестали выходить ежемесячные эфиры и стала выходить только один раз в год в новогодние праздники как «новогодний фестиваль» или «главный концерт страны». В 2005 году — трансляция на НТВ. С 2006 года — на телеканале «Россия» (с 2010 года — «Россия-1»).
В Белоруссии традицию проведения фестиваля «Песня года» с 2005 по 2020 год, а также с 2023 года поддерживает телеканал ОНТ. Украинский телеканал «Интер» последний раз вручал премию «Песня года» в 2014 году. С 2014 по 2022 год проводилась премия «Музыкальная платформа» на телеканале «Украина» (сейчас выходит на YouTube-канале). С 2020 по 2022 год проходил фестиваль «Украинская песня года». Музыкальный фестиваль «Песня года» проходит и в Армении благодаря телеканалу «Армения ТВ».

## Юбилей 50 лет
В 2021 году фестивалю исполнилось 50 лет, в связи с чем организаторы фестиваля приняли решение о проведение двух концертов: юбилейного (ведущие — Сергей Лазарев и Лера Кудрявцева) и молодых исполнителей (ведущие — Аня Покров, Артур Бабич, Валя Карнавал, Тим Сорокин (TIM), Дмитрий Красилов, Карина Кросс). Юбилейный концерт традиционно вышел в первые дни Нового года на телеканале «Россия-1», а «Новая Песня года» — 19 и 26 декабря на Муз-ТВ.
В 2022 году организаторы фестиваля на фоне прошлогоднего успеха решили снова провести два концерта — традиционный ежегодный концерт «Песня года» и фестиваль популярной молодежной музыки «Новая Песня года» (ведущие — Давид Манукян (Дава), Карина Кросс (KARA KROSS), MIA BOYKA, Саша Стоун (Sasha Stone), Юля Гаврилина, Валя Карнавал, Илья Колунов, Алексей Столяров). Трансляция «Новой Песни года» состоялась 29 декабря (повтор 2 января 2023 года) на Муз-ТВ и в социальных сетях. В 2022 и в 2023 годах София Ротару, Алла Пугачёва и Валерий Леонтьев отказались от участия в фестивале.
В 2023 году концерты фестиваля прошли не только в Москве («Песня года» и «Новая Песня года»), но и в Минске на «Минск-Арене». Изменился и канал трансляции концерта «Новая Песня года» — он вышел 7 января 2024 года на СТС в сокращенном виде. Часть артистов (Филипп Киркоров, Лолита, Анна Асти, др.) принимали участие в съемках «Песни года» в начале декабря, но их выступления не попали в телеэфир из-за участия в вечеринке Насти Ивлеевой. В 2023 году лауреатами фестиваля стали Ольга Бузова, Niletto, Юлианна Караулова, Dabro и другие.

## Финалы «Песни года»
- Песня-1971[47]
- Песня-1972[48]
- Песня-1973[49]
- Песня-1974[50]
- Песня-1975[51]
- Песня-1976[52]
- Песня-1977[53]
- Песня-1978[54]
- Песня-1979[55]
- Песня-1980[56]
- Песня-1981[57]
- Песня-1982[58]
- Песня-1983[59]
- Песня-1984[60]
- Песня-1985[61]
- Песня-1986[62]
- Песня-1987[63]
- Песня-1988[64]
- Песня-1989[65]
- Песня-1990[66]
- Песня-1991[67]
- Песня-1992 — не проводилась, вместо неё проводился "Хит-парад Останкино"
- Песня-1993[68]
- Песня-1994
- Песня-1995[69]
- Песня-1996[70]
- Песня-1997[71]
- Песня-1998[72]
- Песня-1999
- Песня года 2000[73]
- Песня года 2001[74]
- Песня года 2002[75]
- Песня года 2003
- Песня года 2004[76]
- Песня года 2005[77]
- Песня года 2006[78]
- Песня года 2007[79]
- Песня года 2008[80]
- Песня года 2009[81]
- Песня года 2010
- Песня года 2011[82]
- Песня года 2012[83]
- Песня года 2013[84]
- Песня года 2014[85]
- Песня года 2015[86]
- Песня года 2016[87]
- Песня года 2017[88]
- Песня года 2018[89]
- Песня года 2019[90]
- Песня года 2020[91]
- Новая Песня года 2021[92]
- Песня года 2021[93]
- Новая Песня года 2022[94]
- Песня года 2022[95]
- Новая Песня года 2023[96]
- Песня года 2023
- Новая Песня года 2024
- Песня года 2024

## Отражение в культуре
- Рассказ Лидии Сычёвой «Песня года», об отрицательном отношении старшего сельского поколения к меняющейся музыке в парадигме межпоколенческой проблемы и на примере фестиваля «Песня года»[97]